# Coucy-le-Château-Auffrique
Coucy-le-Château-Auffrique là một xã ở tỉnh Aisne, vùng Hauts-de-France thuộc miền bắc nước Pháp.